# John Campbell (Skirennläufer)
John Campbell (* 2. November 1962 auf Saint John) ist ein alpiner Skirennläufer von den Amerikanischen Jungferninseln.

## Karriere
Campbell nahm 1992 an den Olympischen Winterspielen in Albertville teil. Als beste Platzierung erzielt er dabei den 62. Platz im Riesenslalom. 2005 bestritt Campbell noch einige FIS-Rennen in Park City, seitdem ist er nicht mehr als Rennläufer in Erscheinung getreten.

## Privates
Campbell ist mit Jennifer Lyons Campbell, einer ehemaligen Skilangläuferin, verheiratet. Die gemeinsame Tochter Jasmine Campbell nahm 2014 ebenfalls als Skirennläuferin an Olympischen Winterspielen in Sotschi teil.

## Erfolge

### Olympische Winterspiele
- Albertville 1992: 62. Riesenslalom, 74. Super-G, DNF Slalom

### Weitere Erfolge
- Eine Platzierung unter den besten 30 bei einem FIS-Rennen